# Albi di Dylan Dog (2019)
Albi del fumetto Dylan Dog pubblicati nel 2019.
| Nr. | Titolo                         | Mese di pubblicazione | Soggetto          | Sceneggiatura                     | Disegni                                                                                  | Copertina                                               |
| --- | ------------------------------ | --------------------- | ----------------- | --------------------------------- | ---------------------------------------------------------------------------------------- | ------------------------------------------------------- |
| 389 | La sopravvissuta               | gennaio               | Barbara Baraldi   | Barbara Baraldi                   | Luigi Piccatto, Matteo Santaniello e Giulia Francesca Massaglia                          | Gigi Cavenago                                           |
| 390 | La caduta degli dei            | febbraio              | Paola Barbato     | Paola Barbato                     | Giampiero Casertano                                                                      | Gigi Cavenago                                           |
| 391 | Il sangue della Terra          | marzo                 | Paola Barbato     | Paola Barbato                     | Werther Dell'Edera                                                                       | Gigi Cavenago                                           |
| 392 | Il primordio                   | aprile                | Paola Barbato     | Paola Barbato e Roberto Recchioni | Paolo Martinello                                                                         | Gigi Cavenago                                           |
| 393 | Casca il mondo                 | maggio                | Barbara Baraldi   | Barbara Baraldi                   | Bruno Brindisi                                                                           | Gigi Cavenago                                           |
| 394 | Eterne stagioni                | giugno                | Paola Barbato     | Paola Barbato                     | Marco Nizzoli                                                                            | Gigi Cavenago                                           |
| 395 | Del tempo e di altre illusioni | luglio                | Carlo Ambrosini   | Carlo Ambrosini                   | Carlo Ambrosini                                                                          | Gigi Cavenago                                           |
| 396 | Il suo nome era guerra         | agosto                | Giovanni Eccher   | Giovanni Eccher                   | Luigi Siniscalchi                                                                        | Gigi Cavenago                                           |
| 397 | Morbo M                        | settembre             | Paola Barbato     | Paola Barbato                     | Corrado Roi                                                                              | Gigi Cavenago                                           |
| 398 | Chi muore si rivede            | ottobre               | Paola Barbato     | Paola Barbato                     | Paolo Armitano                                                                           | Gigi Cavenago                                           |
| 399 | Oggi sposi                     | novembre              | Roberto Recchioni | Roberto Recchioni                 | Corrado Roi, Marco Nizzoli, Luca Casalanguida, Nicola Mari, Sergio Gerasi e Angelo Stano | Gigi Cavenago                                           |
| 400 | E ora, l'apocalisse            | dicembre              | Roberto Recchioni | Roberto Recchioni                 | Angelo Stano e Corrado Roi                                                               | Gigi Cavenago, Claudio Villa, Angelo Stano, Corrado Roi |

## La sopravvissuta
A seguito di diversi incidenti di cui è l'unica sopravvissuta, Sally crede di essere una final girl, ossia le ragazze che nei film horror arrivano come unica persona in vita fino alla fine del film. La ragazza chiede quindi l'aiuto di Dylan Dog, mentre sulla Terra gli effetti della meteora diventano sempre più catastrofici.
- Terzo albo del "Ciclo della meteora".

## La caduta degli dei
Dylan Dog partecipa a un dibattito televisivo con Audrey Primrose, una dottoressa sua grandissima detrattrice. Poco dopo la donna sembra essere sparita e la sua automobile viene ritrovata in una strada di campagna abbandonata in circostanze poco chiare. Nonostante la rivalità, l'indagatore dell'incubo accetta la richiesta del segretario della dottoressa di investigare sulla scomparsa, finendo all'interno di una struttura della N-Limited, un'organizzazione ambientalista di natura spirituale.
- Quarto albo del "Ciclo della meteora".

## Il sangue della Terra
Il magnate russo Volkov, da tempo trasferitosi in Inghilterra, a causa dell'imminente impatto della meteora sulla Terra, ha trovato rifugio su un satellite in orbita nello spazio. L'uomo, dalla sua postazione, chiede aiuto a Dylan Dog per risolvere qualcosa rimasto in sospeso dopo la sua partenza: anni prima ha infatti sposato una strega che adesso brama vendetta e l'indagatore dell'incubo sembra essere l'unico a poterla eliminare.
- Quinto albo del "Ciclo della meteora".

## Il primordio
Un antico manufatto appartenente ad uno sciamano del Red Centre, in Australia, compare misteriosamente nello studio di Dylan Dog. Appena l'uomo entra in contatto con l'oggetto, la realtà inizia a distorcersi in maniera incontrollabile, ma solamente per lui, mentre tutte le altre persone non si accorgono di nulla. L'indagatore dell'incubo viene poi contattato da uno strano personaggio, che si rivelerà essere in possesso di un altro manufatto simile, spiegando che nel mondo ci sono sei custodi a protezione di altrettanti manufatti, donati agli uomini in passato dagli Antichi.
- Sesto albo del "Ciclo della meteora".

## Casca il mondo
Una bambina si presenta a casa di Dylan Dog, chiedendo il suo aiuto nel ritrovare la madre rimasta sepolta sotto le macerie di casa a seguito di un terremoto. Giunto sul posto, l'indagatore dell'incubo scopre che il terremoto ha colpito solamente un quartiere circoscritto di Londra, non coinvolgendo tutto quanto attorno. Mentre la zona continua ad essere soggetta a scosse, Dylan, con l'aiuto di alcuni volontari, cercherà di scoprire che fine ha fatto la madre della bambina.
- Settimo albo del "Ciclo della meteora".

## Eterne stagioni
L'avvicinarsi della meteora ha comportato sconvolgimenti climatici, infatti le stagioni ora invece di variare a distanza di mesi, variano a distanza di ore, per cui all'interno della stessa giornata si ha il clima di tutte e quattro le stagioni. Durante l'inverno iniziano a verificarsi strani eventi che portano la polizia a dichiarare il coprifuoco, nel frattempo una donna chiede l'aiuto di Dylan Dog per ritrovare sua figlia, sparita proprio durante l'inverno.
- Ottavo albo del "Ciclo della meteora".

## Del tempo e di altre illusioni
Mentre Dylan Dog è al cinema assieme a Groucho ad assistere ad un film mitologico, si imbatte in una strana anziana donna che si occupa di un bambino muto. La donna invita l'indagatore dell'incubo a recarsi a casa sua, ma durante il tragitto si imbatterà in strani avvenimenti e in continue visioni del bambino. Il tutto si intreccierà con la trama del film di cui pian piano verrà svelata la trama.
- Nono albo del "Ciclo della meteora".

## Il suo nome era guerra
L'ispettore Carpenter è costretto ad uccidere Lance Snow, suo ex compagno dello Special Air Service, i corpi speciali inglesi, a seguito di uno scontro a fuoco. L'uomo infatti impazzisce improvvisamente compiendo una strage e uccidendo la moglie. Rania chiede quindi l'aiuto di Dylan Dog in quanto vede Carpenter ancora sconvolto e incapace di superare il trauma. Ancora una volta l'influenza della meteora innescherà una serie di tragici eventi in cui è coinvolto proprio il gruppo di ex militari di cui Carpenter e Snow facevano parte.
- Decimo albo del "Ciclo della meteora".

## Morbo M
La meteora continua ad avere effetti nefasti sulla Terra, portando ad una parte della popolazione una sorta di morbo che porta chi ne è affetto a morire in rapido tempo. Oltre a questo, compaiono i cosiddetti "figli della meteora", persone che, nonostante non sembrino affette dal morbo, impazziscono da un momento all'altro, diventando aggressive, uccidendo persone e contagiando chi entra in contatto con loro. Nel frattempo Dylan Dog è impegnato a trovare una cura per la sua fidanzata affetta dal morbo, cercando allo stesso tempo di chiarire cosa succede realmente ai "figli della meteora".
- Undicesimo albo del "Ciclo della meteora".

## Chi muore si rivede
Mentre la popolazione inizia ad accettare la fine dell'umanità a causa della meteora, a Londra un'azienda inizia ad offrire ai propri clienti di poter morire nel modo in cui preferiscono, come se si trovassero in un set cinematografico. Quando la nuova ragazza dell'indagatore dell'incubo gli propone di iscriversi assieme per usufruire dei servizi di questa azienda, Dylan Dog inizia ad indagare per scoprire chi ci sia dietro. Le sue indagini lo porteranno ad incrociarsi di nuovo con Nora Cuthbert e Gus, fino alla resa dei conti finale.
- Dodicesimo albo del "Ciclo della meteora".

## Oggi sposi
I nodi dell'arco narrativo della meteora giungono al pettine: dopo l'ultima battaglia col Soprintendente, John Ghost offre a Dylan Dog una via di uscita per salvare Londra e probabilmente la razza umana tutta dalla meteora. Per salvare il mondo, bisognerà mutarlo profondamente dalle sue radici cominciando dal matrimonio di Dylan Dog, scapolo impenitente e nuovo simbolo della speranza.
- Tredicesimo e penultimo albo del "Ciclo della meteora", realizzato da sei diversi disegnatori.

## E ora, l'apocalisse
Dylan Dog, immemore in un mondo sconvolto dalla meteora, naviga sul galeone assieme a Groucho, anch'esso immemore, fino allo scontro finale col suo stesso creatore, rappresentato come un gigantesco nemico, dalla cui sorte dipenderà il destino del mondo intero.
- Ultimo albo del "Ciclo della meteora", pubblicato in quattro differenti versioni di copertina e, come da prassi per gli albi celebrativi centenari, completamente a colori.